# Dietrich Becker (Komponist)
Dietrich Becker (* um 1623 in Hamburg; † 1679 ebenda), auch als Diedrich oder Diederus Becker bekannt, war ein deutscher Komponist und Violinist.

## Leben
Über seine musikalischen Studien ist wenig bekannt. Seine erste Anstellung erhielt er 1642 als Organist in Ahrensburg. In den Jahren 1654 und 1655 wirkte er in der Kapelle des Grafen Magnus Gabriel De la Gardie bei Stockholm. In der Hofkapelle des Herzogs Christian Ludwig in Celle, widmete er sich ab 1656 überwiegend dem Violinspiel. 1661 ersuchte er um eine Beurlaubung, zur erlangung mehrerer Wißenschaft in seiner profession in Hamburg oder Lübeck. Er ließ sich 1662 in Hamburg nieder und wurde dort als Musicant in das Bürgerbuch eingetragen. Er trat als Violinist der Ratskapelle bei und wurde 1665 dort als Soloviolinist verzeichnet. Nach dem Tod von Johann Schop wurde er 1667 zum Kapellmeister ernannt. Als Dank widmete er den Bürgermeistern und Ratsherren der Stadt seine Musikalischen Frühlingsfrüchte von 1668. Beckers Kammermusik gehört zu den bedeutenden Werken der deutschen Instrumentalmusik jener Epoche.

## Werk (Auswahl)
Neben mehreren geistlichen Konzerten, geistlichen und weltlichen Liedern (darunter die Sammlung Auszug Etlicher geistlicher Lieder für das Zucht-Haus in Hamburg) sowie einer Traur- und Begräbnüß-Music Bey Hochansehnlicher Christlicher Leichbestättigung Des Herrn Johann Helms komponierte Becker zahlreiche Instrumentalwerke.
- Sonaten über Chorallieder für Violine, Viola da Gamba und B. c. (Hamburg, 1668, verschollen)
- Musikalische Frühlings-Früchte 3- bis 5-stimmige Sonaten und Suiten (Hamburg, 1667), als Musicalische Lent-Vruchten (Antwerpen, 1673)
- Erster Theil zwey-stimmiger Sonaten und Suiten für 1–2 Violinen und B. c. (Hamburg, 1674)
- Ander Theil zwey-stimmiger Sonaten und Suiten (Hamburg, 1679, verschollen)
- Sonata del Sgr Becker für Violine, Viola und B. c., in einer Londoner Sammelhandschrift
- 5 vierstimmige Sonaten und Suiten, im Autograph erhalten
- 25 Tänzsätze des Diederus Becker in einer Dresdener Sammelhandschrift, im Besitz der Sächsischen Landesbibliothek, ursprünglich aus der Schloßbibliothek Oels in Schlesien stammend.